# Morze Wewnętrzne
Morze Wewnętrzne (jap. 瀬戸内海 Seto-naikai; dosł. Wewnętrzne Morze Cieśnin) – japońskie, płytkie (przeciętna głębokość 38 m) morze wewnętrzne o powierzchni 21 827 km² pomiędzy wyspami: Honsiu (Honshū), Kiusiu (Kyūshū) i Sikoku (Shikoku). Jest ono połączone z Morzem Japońskim i Pacyfikiem wąskimi kanałami morskimi. 

## Geografia akwenu

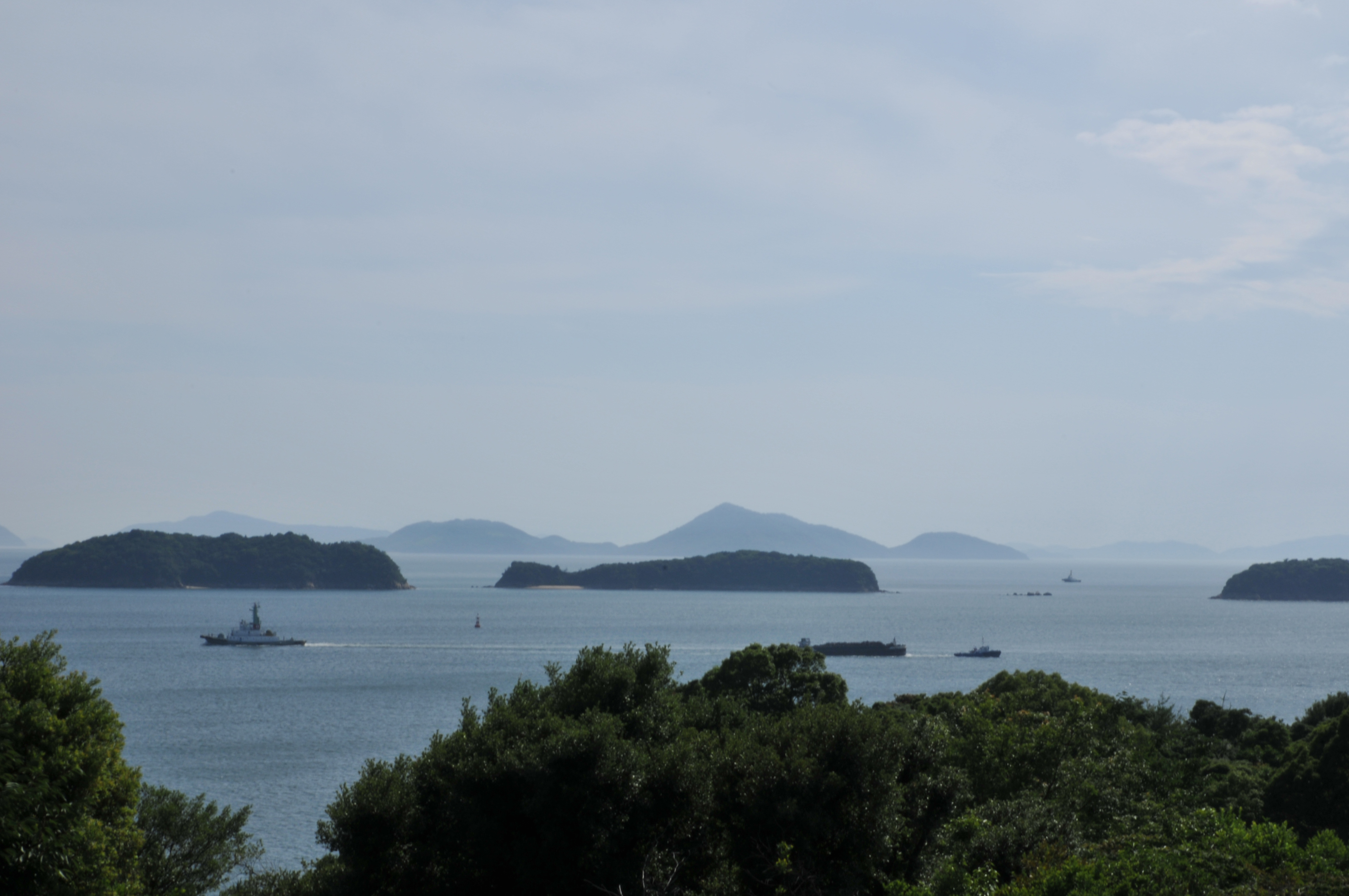
Pejzaż „morza cieśnin”

Morze Wewnętrzne obejmuje obszar od zatoki Osaka na wschodzie po Hibiki-nada na zachodzie. Zatoka Osaka poprzez cieśninę Kitan (inaczej: kanał Tomo-ga-shima), cieśninę Naruto i kanał Kii łączy się z Oceanem Spokojnym. W swojej zachodniej części Morze Wewnętrzne również jest połączone z Oceanem Spokojnym poprzez wąską cieśninę Hōyo (inaczej: Hayasui-seto) i kanał Bungo. W części północno-zachodniej akwen łączy się z Morzem Japońskim poprzez cieśninę Kammon (cieśninę Shimonoseki).
Morze powstało na skutek zapadnięcia się serii bloków skorupy ziemskiej w wyniku ruchów tektonicznych (wzdłuż uskoku Chūō Kōzō Sen, jap. 中央構造線). Szczyty niezapadniętych bloków tworzą liczne wyspy rozmieszczone mniej więcej równoległymi rzędami. Część z nich to zaledwie wystające z wody skały, część jest na tyle duża, by ich cieki wodne tworzyły miniaturowe, osadowe niziny nadbrzeżne, podobne tym z głównych wysp Japonii.
Znajduje się na nim około 1 tys. wysp i wysepek. Największą z nich jest Awaji. Obszar morza słynie z pięknych, urozmaiconych widoków. Jego część (660 km²), obejmująca ok. 600 wysp i fragmenty brzegów, znajduje się w granicach Parku Narodowego Seto Naikai, utworzonego w 1934 r.
Dla Morza Wewnętrznego charakterystyczne są silne prądy pływowe, miejscami niebezpieczne dla żeglugi. Powodują one m.in. ogromne, silne wiry. Przykładem tego zjawiska i jednocześnie atrakcją turystyczną są wiry w cieśninie Naruto. 

### Akweny Morza Wewnętrznego

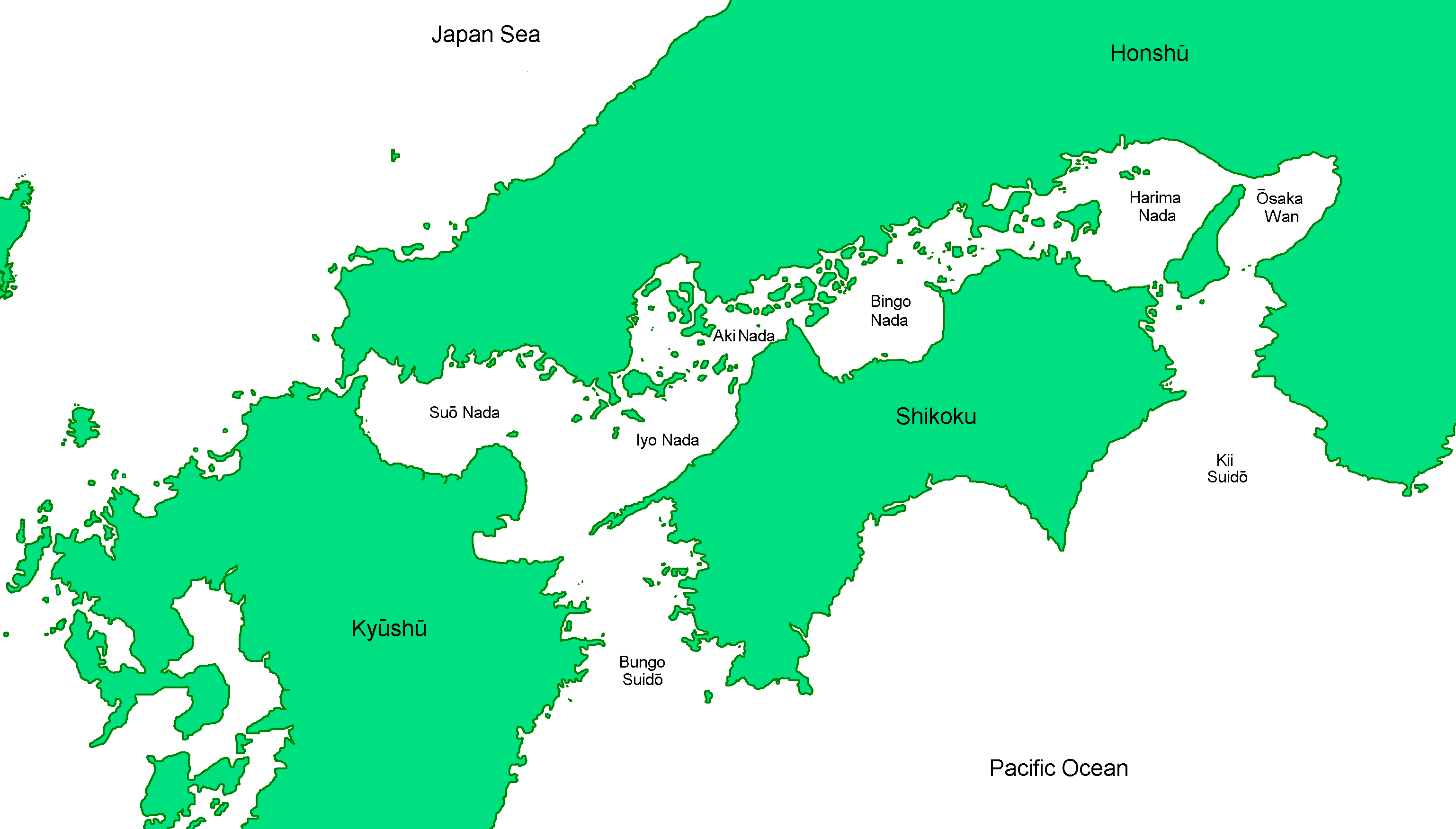
Podział na akweny

Zgodnie z japońskim systemem nazewnictwa geograficznego, Morze Wewnętrzne podzielone jest na akweny, które nazywają się nada. Słowo to oznacza przybrzeżną część otwartego morza lub oceanu, o występujących tam gwałtownych, ostrych, wysokich falach, trudną dla żeglugi. W przypadku Morza Wewnętrznego są to większe obszary wodne, bez wysp. Kierując się od wschodu w kierunku zachodnim, występują kolejno:
- kanał Kii, pomiędzy Honsiu i Sikoku;
- zatoka Ōsaka;
- cieśnina Akashi, pomiędzy wyspą Awaji i miastem Kobe, łączy zatokę Ōsaka z Harima-nada;
- Harima-nada, pomiędzy wyspami Awaji i Shōdo;
- cieśnina Bisan, przewężenie morza pomiędzy prefekturami Okayama i Kagawa;
- Bingo-nada, pomiędzy wyspami Kasaoka i Geiyo;
- Hiuchi-nada, pomiędzy półwyspami Shōnai i Takanawa;
- Aki-nada, pomiędzy wyspami Geiyo i Bōyo;
- zatoka Hiroshima;
- Iyo-nada, na południe od Aki-nada pomiędzy wyspą Yashiro a półwyspem Kunisaki[7];
- Suō-nada, na północ aż do cieśniny Kammon;
- Hibiki-nada, na północ od cieśniny Kammon, pomiędzy zachodnim brzegiem Honsiu i Genkai-nada;
- kanał Bungo, pomiędzy Iyo-nada i Hyūga-nada (otwarty Pacyfik)[8].

### Klimat
Południe Japonii znajduje się pod wpływem ciepłego prądu Kuro Siwo, zapewniającego ciepłe lata i łagodne zimy. Obszary wokół Morza Wewnętrznego, ze względu na relatywną izolację od oceanu, charakteryzują się gorętszymi latami, niż obszary na wybrzeżu pacyficznym (Osaka w sierpniu należy do najcieplejszych miast w Japonii). Opady są nieco mniejsze, ze względu na osłonięcie przez góry od monsunu; nasilają się w okresie czerwiec-wrzesień ze szczytem na początku lata. Lokalnie wieją bryzy. 
Łagodny klimat z dużą ilością słońca i brakiem mrozów od połowy kwietnia do połowy listopada sprzyja rolnictwu, umożliwiając zbiory dwa razy do roku.

## Znaczenie akwenu
Od setek lat morze to odgrywało zasadniczą rolę w japońskim, wewnętrznym transporcie morskim i rybołówstwie. Rybołówstwo na tych wodach było kluczowym elementem gospodarki miejscowych już 2000 lat temu. Na początku XXI w. rybołówstwo i akwakultury dostarczały między 300 a 400 tys. ton produktów rocznie.
Wybrzeża morza są gęsto zaludnione, tworząc ważny pas japońskiego przemysłu. Znajdują się tu miasta i porty: Osaka, Kobe, Hiroszima, Takamatsu, Wakayama, Kure, Iwakuni. 
Wartość produkcji na tych obszarach sięga 90 bilionów jenów. Ze względu na gęsto zaludnione i wysoko uprzemysłowione wybrzeże, morze jest zagrożone zanieczyszczeniem. W najgorszym okresie, w latach 1950–1980 zrzut ścieków powodował zakwity glonów niszczących hodowle ryb i ostryg na powierzchni przekraczającej 3000 km². Podjęte kompleksowe środki ochrony wód spowodowały poprawę sytuacji od lat 90. XX w.
Morze pełniło i pełni też bardzo istotną rolę komunikacyjną. Od wielu wieków było główną arterią łączącą odległe rejony Japonii.

## Mity i historia

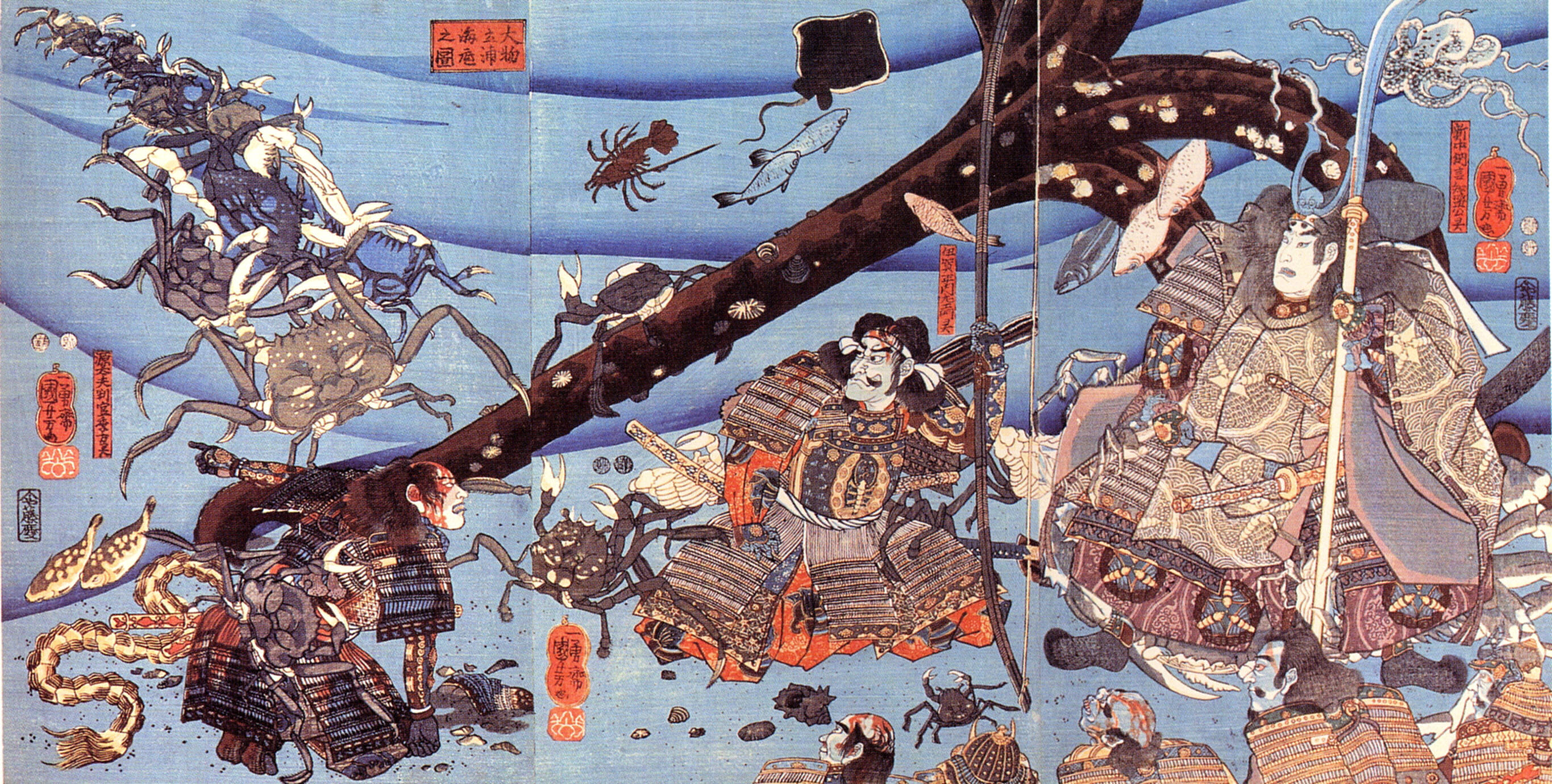
Kraby i duchy samurajów (autor: Kuniyoshi Utagawa 1797–1861)

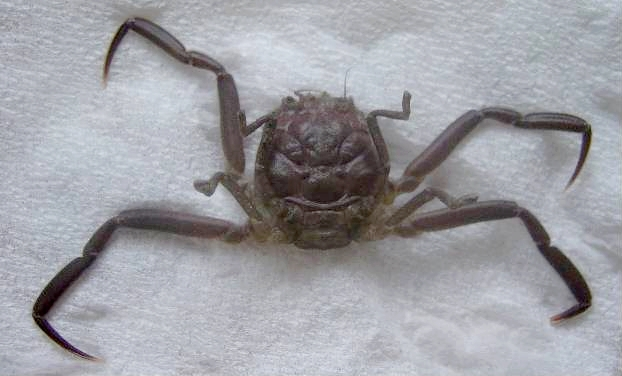
Heike-gani o "twarzy samuraja"

Według mitów shintō o stworzeniu archipelagu japońskiego, wyspa Awaji znajdująca się we wschodniej części Morza Wewnętrznego, była pierwszą, zrodzoną z pary demiurgów, bóstw kami: Izanagiego i Izanami. Od VII do XIX wieku wyspa była administracyjnie odrębną prowincją.
W 1185 r. w trakcie wojny Gempei miała miejsce morska bitwa w zatoce Dan-no-Ura (usytuowana w cieśninie Shimonoseki, na zachodnim krańcu Morza Wewnętrznego). Było to rozstrzygające starcie pomiędzy rodami Minamoto i Taira, w wyniku którego ród Minamoto zapewnił sobie władzę w Japonii na wiele lat. 
Według przekazów, o losach bitwy przesądził moment, kiedy okręt, na którym znajdował się sześcioletni cesarz Antoku, znalazł się w bezpośrednim zagrożeniu ze strony przeciwnika. Chroniąc godność chłopca, babka (lub opiekunka) cesarza wskoczyła z nim do morza i oboje utonęli. Rzekomo wraz z cesarzem morze pochłonęło jedno z trzech regaliów cesarskich – miecz Kusanagi. 
Śmierć cesarza skłoniła wielu wojowników klanu Taira (Heike) do samobójstwa poprzez seppuku lub rzucenie się do morza.
Wojna Gempei (i jej ostatni akt w zatoce Dan-no-Ura) stała się istotną cezurą w historii Japonii. Zakończyła bowiem epokę rządów arystokracji i wyrafinowanej kultury dworskiej (era Heian 794–1185), a rozpoczęła okres o nazwie Kamakura (1185–1333). Był to początek kilkusetletniej władzy  zwierzchników wojskowych (siogunów), zakończony dopiero w drugiej połowie XIX w. w czasie restauracji Meiji.
To ważne i dramatyczne wydarzenie stało się tematem licznych dzieł malarstwa, drzeworytu i literatury (np. Heike monogatari). Zostało upamiętnione także w miejscu bitwy, gdzie znajduje się obecnie niewielki park, obok mostu Kanmon, po stronie wyspy Honsiu. Ustawiono tam repliki armat, tablice informacyjne oraz posągi dwóch głównych przeciwników: Yoshitsune Minamoto i Tomomoriego Tairy.
Japończycy wierzą, że duchy poległych wojowników rodu Taira (Heike) przybrały postać niewielkich krabów, których skorupa przypomina głowę samuraja. Z tego powodu w języku japońskim nazwano je, od nazwiska pokonanego rodu, heike-gani (kraby heike). Również w naukowej nazwie łacińskiej, dzięki znanemu badaczowi japońskiej flory i fauny, P.F. von Sieboldowi, zawarto nazwisko klanu Heike: Heikeopsis japonica). Kraby te występują licznie w płytkich wodach przybrzeżnych Morza Wewnętrznego. Potocznie nazywane są także „krabami-samurajami”. Z powyższego powodu kraby te zaliczają się do mitycznych stworzeń yōkai i znajdują się na ich liście.  
W dniu 17 kwietnia 1895 r. w Shimonoseki został podpisany traktat pokojowy z Chinami, kończący pierwszą wojnę pomiędzy obu państwami.

## Nazewnictwo geograficzne
Podobnie jak w wielu innych tłumaczeniach japońskich nazw geograficznych, również w tym przypadku występują pewne rozbieżności. Japońską nazwę morza Seto-naikai można przetłumaczyć jako „Wewnętrzne Morze Cieśnin”. Wynika to z niezliczonej ich ilości pomiędzy setkami wysp. Różnorodność cieśnin odzwierciedla japońskie nazewnictwo: seto, suidō, kaikyō, kaimon i naruto (cieśnina pełna wirów, rycząca w czasie pływów). Wszystkie te słowa oznaczają morską cieśninę lub kanał morski i występują w nazewnictwie geograficznym na tym morzu (stąd np. cieśniny: Bungo i Kii są opisane na mapach jako kanały). 
Aby nie mylić nazwy tego morza z ogólną definicją „morza wewnętrznego” (lub śródlądowego) i innymi akwenami o tej nazwie, używa się również nazw: Japońskie Morze Wewnętrzne lub Wewnętrzne Morze Japońskie (ta ostatnia pojawia się też w piśmiennictwie polskim), po angielsku: Seto Inland Sea, Inland Sea of Japan lub Inland Sea of Seto. Wiele wydawnictw określa jednak akwen jako "Morze Wewnętrzne", zaznaczając, że to nazwa własna jedynie z użyciem wielkich liter (przykładowo wydawnictwo Cavendish, Smith i inni czy J. Spencer).
Polski egzonim Morze Wewnętrzne, zamieszczony w urzędowym wykazie GUGiK: Morze Wewnętrzne; Seto Naikai; 34°15′N, 133°30′E pomija tłumaczenie słowa seto (jap. "cieśnina"); w tym brzmieniu nazwa pojawia się w polskich publikacjach np. u J. Tubielewicz.
Podobne problemy występują z tłumaczeniem nazwy Dan-no-Ura (lub Dan-no-ura; 壇ノ浦). Jest ono tłumaczone zarówno jako cieśnina (błędnie), jak i zatoka (bliskie prawdy). Słowo dan oznacza podwyższenie, podium, platformę, miejsce wyższe niż otoczenie. Natomiast słowo ura (odnosi się do morza i jeziora) oznacza: zatokę (ang. bay, gulf), wnękową krawędź brzegu; miejsce, gdzie woda wnika, wdziera się, ale także krawędź brzegu, plażę (synonimami są słowa: umi-be i mizu-giwa). Wielki słownik japońsko-japoński Kojien definiuje słowo ura jako łagodne wygięcie linii brzegowej (w kształcie łuku), spowodowane przez wodę morską lub jeziora.       